# 科尼扎
科尼扎是巴西马托格罗索州的一个市镇。总面积27947.646平方公里，总人口27872人，人口密度1人/平方公里。